# Élections législatives de 1967 dans la Seine-Saint-Denis
Les élections législatives françaises de 1967 se déroulent les 5 et 12 mars 1967. Dans le département de la Seine-Saint-Denis, neuf députés sont à élire dans le cadre de neuf circonscriptions.

## Élus
| Circonscription | Député sortant     | Parti              | Parti              | Député élu ou réélu | Parti | Parti |
| --------------- | ------------------ | ------------------ | ------------------ | ------------------- | ----- | ----- |
| 1re             | Nouvellement créée | Nouvellement créée | Nouvellement créée | Étienne Fajon       |       | PCF   |
| 2e              | Nouvellement créée | Nouvellement créée | Nouvellement créée | Fernand Grenier     |       | PCF   |
| 3e              | Nouvellement créée | Nouvellement créée | Nouvellement créée | Waldeck Rochet      |       | PCF   |
| 4e              | Nouvellement créée | Nouvellement créée | Nouvellement créée | Maurice Nilès       |       | PCF   |
| 5e              | Nouvellement créée | Nouvellement créée | Nouvellement créée | Roger Gouhier       |       | PCF   |
| 6e              | Nouvellement créée | Nouvellement créée | Nouvellement créée | Jean Lolive         |       | PCF   |
| 7e              | Nouvellement créée | Nouvellement créée | Nouvellement créée | Louis Odru          |       | PCF   |
| 8e              | Nouvellement créée | Nouvellement créée | Nouvellement créée | Robert Ballanger    |       | PCF   |
| 9e              | Nouvellement créée | Nouvellement créée | Nouvellement créée | Raymond Valenet     |       | UD-Ve |

## Résultats

### Résultats à l'échelle du département
| Parti          | Parti                                           | Premier tour | Premier tour | Second tour | Second tour | Sièges |
| Parti          | Parti                                           | Voix         | %            | Voix        | %           | Sièges |
| -------------- | ----------------------------------------------- | ------------ | ------------ | ----------- | ----------- | ------ |
|                | Union des démocrates pour la Ve République      | 151 411      | 29,59        | 130 396     | 37,56       | 1      |
|                | Républicains indépendants                       | 21 087       | 4,12         | 25 815      | 7,44        | 0      |
|                | Union des républicains de progrès               | 172 498      | 33,71        | 156 211     | 44,99       | 1      |
|                |                                                 |              |              |             |             |        |
|                | Section française de l'Internationale ouvrière  | 49 299       | 9,63         | Retrait     | Retrait     | 0      |
|                | Convention des institutions républicaines       | 9 018        | 1,76         |             |             | 0      |
|                | Parti radical                                   | 3 499        | 0,68         | 0           |             |        |
|                | Fédération de la gauche démocrate et socialiste | 61 816       | 12,08        |             |             | 0      |
|                |                                                 |              |              |             |             |        |
|                | Parti communiste français                       | 230 234      | 44,99        | 190 970     | 55,01       | 8      |
|                | Progrès et démocratie moderne                   | 36 438       | 7,12         |             |             | 0      |
|                | Parti socialiste unifié                         | 5 950        | 1,16         | 0           |             |        |
|                | Extrême droite                                  | 4 152        | 0,81         | 0           |             |        |
|                | Extrême gauche                                  | 684          | 0,13         | 0           |             |        |
|                |                                                 |              |              |             |             |        |
| Inscrits       | Inscrits                                        | 628 329      | 100,00       | 452 039     | 100,00      | 9      |
| Abstentions    | Abstentions                                     | 105 740      | 16,83        | 91 185      | 20,17       |        |
| Votants        | Votants                                         | 522 589      | 83,17        | 360 854     | 79,83       |        |
| Blancs et nuls | Blancs et nuls                                  | 10 817       | 2,07         | 13 673      | 3,79        |        |
| Exprimés       | Exprimés                                        | 511 772      | 97,93        | 347 181     | 96,21       |        |

### Résultats par circonscription

#### Première circonscription (Saint-Ouen)
| Candidat       | Candidat            | Parti          | Premier tour | Premier tour | Second tour | Second tour |  |
| Candidat       | Candidat            | Parti          | Voix         | %            | Voix        | %           |  |
| -------------- | ------------------- | -------------- | ------------ | ------------ | ----------- | ----------- |  |
|                | Étienne Fajon élu   | PCF            | 25 526       | 47,96        | 30 003      | 60,71       |  |
|                | Henri Bonneville    | UD-Ve          | 17 041       | 32,02        | 19 421      | 39,29       |  |
|                | Gilbert Bonnemaison | FGDS (SFIO)    | 5 212        | 9,79         |             |             |  |
|                | Pierre Val          | CD (PDM)       | 3 208        | 6,03         |             |             |  |
|                | Daniel Mignot       | PSU            | 1 956        | 3,68         |             |             |  |
|                | Stéphane Just       | PCI            | 277          | 0,52         |             |             |  |
|                |                     |                |              |              |             |             |  |
| Inscrits       | Inscrits            | Inscrits       | 65 546       | 100,00       | 64 547      | 100,00      |  |
| Abstentions    | Abstentions         | Abstentions    | 11 349       | 17,31        | 13 223      | 20,49       |  |
| Votants        | Votants             | Votants        | 54 197       | 82,69        | 51 324      | 79,51       |  |
| Blancs et nuls | Blancs et nuls      | Blancs et nuls | 977          | 1,8          | 1 900       | 3,7         |  |
| Exprimés       | Exprimés            | Exprimés       | 53 220       | 98,2         | 49 424      | 96,3        |  |

#### Deuxième circonscription (Saint-Denis)
|                | Fernand Grenier élu    | PCF            | 21 085 | 55,71  |  |  |  |
|                | Charles-Raymond Faget  | UD-Ve          | 10 020 | 26,47  |  |  |  |
|                | Paul Eliez             | FGDS (Radical) | 3 499  | 9,24   |  |  |  |
|                | Jean Destrée           | CD (PDM)       | 2 838  | 7,5    |  |  |  |
|                | Marie-Anne Roch'Congar | Extrême gauche | 407    | 1,08   |  |  |  |
|                |                        |                |        |        |  |  |  |
| Inscrits       | Inscrits               | Inscrits       | 45 393 | 100,00 |  |  |  |
| Abstentions    | Abstentions            | Abstentions    | 6 753  | 14,88  |  |  |  |
| Votants        | Votants                | Votants        | 38 640 | 85,12  |  |  |  |
| Blancs et nuls | Blancs et nuls         | Blancs et nuls | 791    | 2,05   |  |  |  |
| Exprimés       | Exprimés               | Exprimés       | 37 849 | 97,95  |  |  |  |

Marie-Anne Roch'Congar était candidate du Parti communiste révolutionnaire trotskiste.

#### Troisième circonscription (Aubervilliers)
|                | Waldeck Rochet élu | PCF            | 31 601 | 57,45  |  |  |  |
|                | Jean Rivoire       | UD-Ve          | 15 226 | 27,68  |  |  |  |
|                | Irène Duval        | FGDS (CIR)     | 4 389  | 7,98   |  |  |  |
|                | Raymond Hébert     | CD (PDM)       | 2 554  | 4,64   |  |  |  |
|                | Pierre Pauty       | REL            | 1 239  | 2,25   |  |  |  |
|                |                    |                |        |        |  |  |  |
| Inscrits       | Inscrits           | Inscrits       | 66 976 | 100,00 |  |  |  |
| Abstentions    | Abstentions        | Abstentions    | 10 641 | 15,89  |  |  |  |
| Votants        | Votants            | Votants        | 56 335 | 84,11  |  |  |  |
| Blancs et nuls | Blancs et nuls     | Blancs et nuls | 1 326  | 2,35   |  |  |  |
| Exprimés       | Exprimés           | Exprimés       | 55 009 | 97,65  |  |  |  |

#### Quatrième circonscription (Bobigny)
|                | Maurice Nilès élu     | PCF            | 29 833 | 56,87  |  |  |  |
|                | Jacques Depin         | UD-Ve          | 14 728 | 28,08  |  |  |  |
|                | Jean Fontaine         | CD (PDM)       | 2 903  | 5,53   |  |  |  |
|                | Jacques-Arnaud Penent | FGDS (SFIO)    | 2 902  | 5,53   |  |  |  |
|                | André Sochon          | PSU            | 2 089  | 3,98   |  |  |  |
|                |                       |                |        |        |  |  |  |
| Inscrits       | Inscrits              | Inscrits       | 62 879 | 100,00 |  |  |  |
| Abstentions    | Abstentions           | Abstentions    | 9 431  | 15     |  |  |  |
| Votants        | Votants               | Votants        | 53 448 | 85     |  |  |  |
| Blancs et nuls | Blancs et nuls        | Blancs et nuls | 993    | 1,86   |  |  |  |
| Exprimés       | Exprimés              | Exprimés       | 52 455 | 98,14  |  |  |  |

#### Cinquième circonscription (Bondy)
| Candidat       | Candidat          | Parti          | Premier tour | Premier tour | Second tour | Second tour |  |
| Candidat       | Candidat          | Parti          | Voix         | %            | Voix        | %           |  |
| -------------- | ----------------- | -------------- | ------------ | ------------ | ----------- | ----------- |  |
|                | Robert Calméjane  | UD-Ve          | 27 299       | 39,26        | 31 844      | 47,89       |  |
|                | Roger Gouhier élu | PCF            | 22 266       | 32,02        | 34 651      | 52,11       |  |
|                | Claude Fuzier     | FGDS (SFIO)    | 14 533       | 20,9         | Retrait     | Retrait     |  |
|                | Marc Nicolas      | CD (PDM)       | 5 439        | 7,82         |             |             |  |
|                |                   |                |              |              |             |             |  |
| Inscrits       | Inscrits          | Inscrits       | 84 476       | 100,00       | 84 472      | 100,00      |  |
| Abstentions    | Abstentions       | Abstentions    | 13 439       | 15,91        | 15 234      | 18,03       |  |
| Votants        | Votants           | Votants        | 71 037       | 84,09        | 69 238      | 81,97       |  |
| Blancs et nuls | Blancs et nuls    | Blancs et nuls | 1 500        | 2,11         | 2 743       | 3,96        |  |
| Exprimés       | Exprimés          | Exprimés       | 69 537       | 97,89        | 66 495      | 96,04       |  |

#### Sixième circonscription (Bagnolet)
| Candidat       | Candidat        | Parti          | Premier tour | Premier tour | Second tour | Second tour |  |
| Candidat       | Candidat        | Parti          | Voix         | %            | Voix        | %           |  |
| -------------- | --------------- | -------------- | ------------ | ------------ | ----------- | ----------- |  |
|                | Jean Lolive élu | PCF            | 25 028       | 48,09        | 28 828      | 59,66       |  |
|                | Maurice Bellot  | UD-Ve          | 17 209       | 33,07        | 19 490      | 40,34       |  |
|                | Ulysse Pellat   | FGDS (SFIO)    | 6 007        | 11,54        |             |             |  |
|                | Albert Fauger   | CD (PDM)       | 3 801        | 7,3          |             |             |  |
|                |                 |                |              |              |             |             |  |
| Inscrits       | Inscrits        | Inscrits       | 65 118       | 100,00       | 65 107      | 100,00      |  |
| Abstentions    | Abstentions     | Abstentions    | 12 001       | 18,43        | 14 963      | 22,98       |  |
| Votants        | Votants         | Votants        | 53 117       | 81,57        | 50 144      | 77,02       |  |
| Blancs et nuls | Blancs et nuls  | Blancs et nuls | 1 072        | 2,02         | 1 826       | 3,64        |  |
| Exprimés       | Exprimés        | Exprimés       | 52 045       | 97,98        | 48 318      | 96,36       |  |

#### Septième circonscription (Montreuil)
| Candidat       | Candidat       | Parti          | Premier tour | Premier tour | Second tour | Second tour |  |
| Candidat       | Candidat       | Parti          | Voix         | %            | Voix        | %           |  |
| -------------- | -------------- | -------------- | ------------ | ------------ | ----------- | ----------- |  |
|                | Louis Odru élu | PCF            | 24 568       | 44,57        | 29 403      | 56,82       |  |
|                | André Barroy   | UD-Ve          | 18 966       | 34,41        | 22 346      | 43,18       |  |
|                | Roger Hernu    | FGDS (CIR)     | 4 629        | 8,4          |             |             |  |
|                | Robert Labarre | CD (PDM)       | 3 855        | 6,99         |             |             |  |
|                | Manuel Bridier | PSU            | 1 905        | 3,46         |             |             |  |
|                | Albert Huc     | ARLP           | 1 201        | 2,18         |             |             |  |
|                |                |                |              |              |             |             |  |
| Inscrits       | Inscrits       | Inscrits       | 70 142       | 100,00       | 70 142      | 100,00      |  |
| Abstentions    | Abstentions    | Abstentions    | 13 694       | 19,52        | 16 171      | 23,05       |  |
| Votants        | Votants        | Votants        | 56 448       | 80,48        | 53 971      | 76,95       |  |
| Blancs et nuls | Blancs et nuls | Blancs et nuls | 1 324        | 2,35         | 2 222       | 4,12        |  |
| Exprimés       | Exprimés       | Exprimés       | 55 124       | 97,65        | 51 749      | 95,88       |  |

#### Huitième circonscription (Aulnay-sous-Bois)
| Candidat       | Candidat              | Parti          | Premier tour | Premier tour | Second tour | Second tour |  |
| Candidat       | Candidat              | Parti          | Voix         | %            | Voix        | %           |  |
| -------------- | --------------------- | -------------- | ------------ | ------------ | ----------- | ----------- |  |
|                | Robert Ballanger élu  | PCF            | 27 692       | 45,15        | 33 205      | 56,26       |  |
|                | Michel Marteau        | RI             | 21 087       | 34,38        | 25 815      | 43,74       |  |
|                | Jean-Claude Gallienne | FGDS (SFIO)    | 6 877        | 11,21        |             |             |  |
|                | Émile Quinquenel      | CD (PDM)       | 5 680        | 9,26         |             |             |  |
|                |                       |                |              |              |             |             |  |
| Inscrits       | Inscrits              | Inscrits       | 74 691       | 100,00       | 74 673      | 100,00      |  |
| Abstentions    | Abstentions           | Abstentions    | 12 042       | 16,12        | 13 688      | 18,33       |  |
| Votants        | Votants               | Votants        | 62 649       | 83,88        | 60 985      | 81,67       |  |
| Blancs et nuls | Blancs et nuls        | Blancs et nuls | 1 313        | 2,1          | 1 965       | 3,22        |  |
| Exprimés       | Exprimés              | Exprimés       | 61 336       | 97,9         | 59 020      | 96,78       |  |

#### Neuvième circonscription (Le Raincy)
| Candidat       | Candidat              | Parti          | Premier tour | Premier tour | Second tour | Second tour |  |
| Candidat       | Candidat              | Parti          | Voix         | %            | Voix        | %           |  |
| -------------- | --------------------- | -------------- | ------------ | ------------ | ----------- | ----------- |  |
|                | Raymond Valenet élu   | UD-Ve          | 30 922       | 41,12        | 37 295      | 51,67       |  |
|                | Michel Vandel         | PCF            | 22 635       | 30,1         | 34 880      | 48,33       |  |
|                | Alfred-Marcel Vincent | FGDS (SFIO)    | 13 768       | 18,31        | Retrait     | Retrait     |  |
|                | Jean-François Carité  | CD (PDM)       | 6 160        | 8,19         |             |             |  |
|                | Georges Paltsou       | ARLP           | 1 712        | 2,28         |             |             |  |
|                |                       |                |              |              |             |             |  |
| Inscrits       | Inscrits              | Inscrits       | 93 108       | 100,00       | 93 098      | 100,00      |  |
| Abstentions    | Abstentions           | Abstentions    | 16 390       | 17,6         | 17 906      | 19,23       |  |
| Votants        | Votants               | Votants        | 76 718       | 82,4         | 75 192      | 80,77       |  |
| Blancs et nuls | Blancs et nuls        | Blancs et nuls | 1 521        | 1,98         | 3 017       | 4,01        |  |
| Exprimés       | Exprimés              | Exprimés       | 75 197       | 98,02        | 72 175      | 95,99       |  |